# Csurgónagymarton
Csurgónagymarton es un pueblo húngaro perteneciente al distrito de Csurgó, condado de Somogy.

## Superficie
Cuenta con una superficie de 14,82 kilómetros cuadrados.

## Demografía
Hasta 2023 la población era de 165 habitantes, con una densidad de población de 11,13 habitantes por kilómetro cuadrado.
| Gráfica de evolución demográfica de Csurgónagymarton entre 2018 y 2023 |
|                                                                        |
| Datos según la Oficina Central de Estadística de Hungría.              |